# Helicogonium psilachni
Helicogonium psilachni är en svampart som beskrevs av Baral 1999. Helicogonium psilachni ingår i släktet Helicogonium och familjen Endomycetaceae.   Inga underarter finns listade i Catalogue of Life.